# 国际调解院
国际调解院（英語：International Organization for Mediation，缩写为）是一个由中华人民共和国发起，各方共同协商建立、以条约为基础的政府间国际组织，致力于以和平友好的方式解决争议、处理分歧。其创始成员国共有32個，除中华人民共和国外，还包括印尼、巴基斯坦、老挝、柬埔寨、塞尔维亚、白俄罗斯、苏丹、阿尔及利亚、吉布提等与中华人民共和国交好的国家。根据国际调解院的宗旨，其成员将保持开放性和包容性。其總部則設於香港，使其成為第一個以香港為基地的政府間國際組織。
国际调解院筹备办公室自2023年起组织开展建立国际调解院的公约谈判；中华人民共和国政府於2022年12月28日任命時任中華人民共和國外交部條約法律司副司長孫勁為國際調解院籌備辦公室主任，籌備辦公室其後於2023年2月16日正式成立。

## 歷史

### 背景
2011年，埃塞俄比亚宣布在与苏丹接壤的青尼罗河源头兴建复兴大坝。然而，这个计划从一开始就遭到几乎所有邻国的反对。埃及、苏丹等国担心，复兴大坝的建设将减少下游的水量，导致严重的生态环境问题，给各自国家带来巨大负面影响。2015年3月，三国领导人就建坝争议达成《原则宣言》。2020年7月，复兴大坝开始第一阶段总计4.9亿立方米的蓄水。
2021年3月2日，苏丹和埃及发表联合声明，提议建立由联合国、欧盟、美国以及非盟组成的四方调解机制。但翌日，埃塞俄比亚表示，拒绝将复兴大坝争端国际化，相信在非盟主导下能达成双赢的结果。2021年7月5日，埃塞俄比亚通知埃及和苏丹将开始大坝的第二阶段总计增加13.5亿立方米的蓄水进程，此举引发埃及和苏丹强烈反弹，两国认为这是明显违反三国曾经签署的《原则宣言》的行为，使危险升级，显示出埃塞俄比亚试图造成既成事实的用意。同年7月8日，联合国安全理事会就此争端召开公开会议。会上，中华人民共和国常驻联合国代表张军表示，埃及、埃塞俄比亚和苏丹均是地区重要国家，也都是中国的好朋友，中方真诚希望三方本着友好合作的精神，尽快重启对话协商，及早达成三方均能接受、共同受益的解决方案。
2022年9月13日和10月16日，中华人民共和国驻苏丹共和国大使马新民会见苏丹外交部条法司司长马吉德大使，讨论了关于国际争端解决等问题。

### 筹备
2022年10月21日，香港律政司司长林定国在外交部驻香港特区特派员公署签署中华人民共和国外交部与香港特别行政区政府《关于在香港特别行政区设立国际调解院筹备办公室的安排》，明确了国际调解院筹备办公室落地香港的具体事宜，其条文包括筹备办公室的设立、地位，以及该办公室及相关人士的特权及豁免权，将在香港特区完成立法工作后生效。国际调解院筹备办公室是中方根据《关于建立国际调解院的联合声明》设立，负责就建立国际调解院的国际公约等事项组织开展政府间谈判。2022年10月27日，中华人民共和国驻苏丹共和国大使马新民与苏丹共和国代理外交部长阿里·萨迪克大使在苏丹首都喀土穆的苏丹友谊厅举行《关于建立国际调解院的联合声明》签署交接仪式。
2023年2月16日，国际调解院筹备办公室正式成立。中华人民共和国、印尼、巴基斯坦、老挝、柬埔寨、塞尔维亚、白俄罗斯、苏丹、阿尔及利亚、吉布提等《关于建立国际调解院的联合声明》签署国代表出席成立仪式，时任中华人民共和国国务委员兼外交部长秦刚发表视频致辞。

### 成立
2025年5月30日，中共中央政治局委員、中共中央外事辦主任兼外交部長王毅出席在香港灣仔香港君悅酒店舉行的《關於建立國際調解院的公約》簽署儀式，32國代表簽約成為創始成員。此外，尼日利亞在儀式後突然決定加入，並在下午簽署公約。根據《公約》有關規定，國際調解院在3個以上簽署國根據本国国内法律程序批准《公約》後正式成立，預計可於2026年初開業運營。

## 组织目标及運作
香港行政長官會同行政會議於2022年12月20日根據香港法例第558章《國際組織（特權及豁免權）條例》制定《國際組織（特權及豁免權）（國際調解院籌備辦公室）令》，2022年12月23日起實施。該法例賦予籌備辦公室特定人員豁免權。

## 總部選址

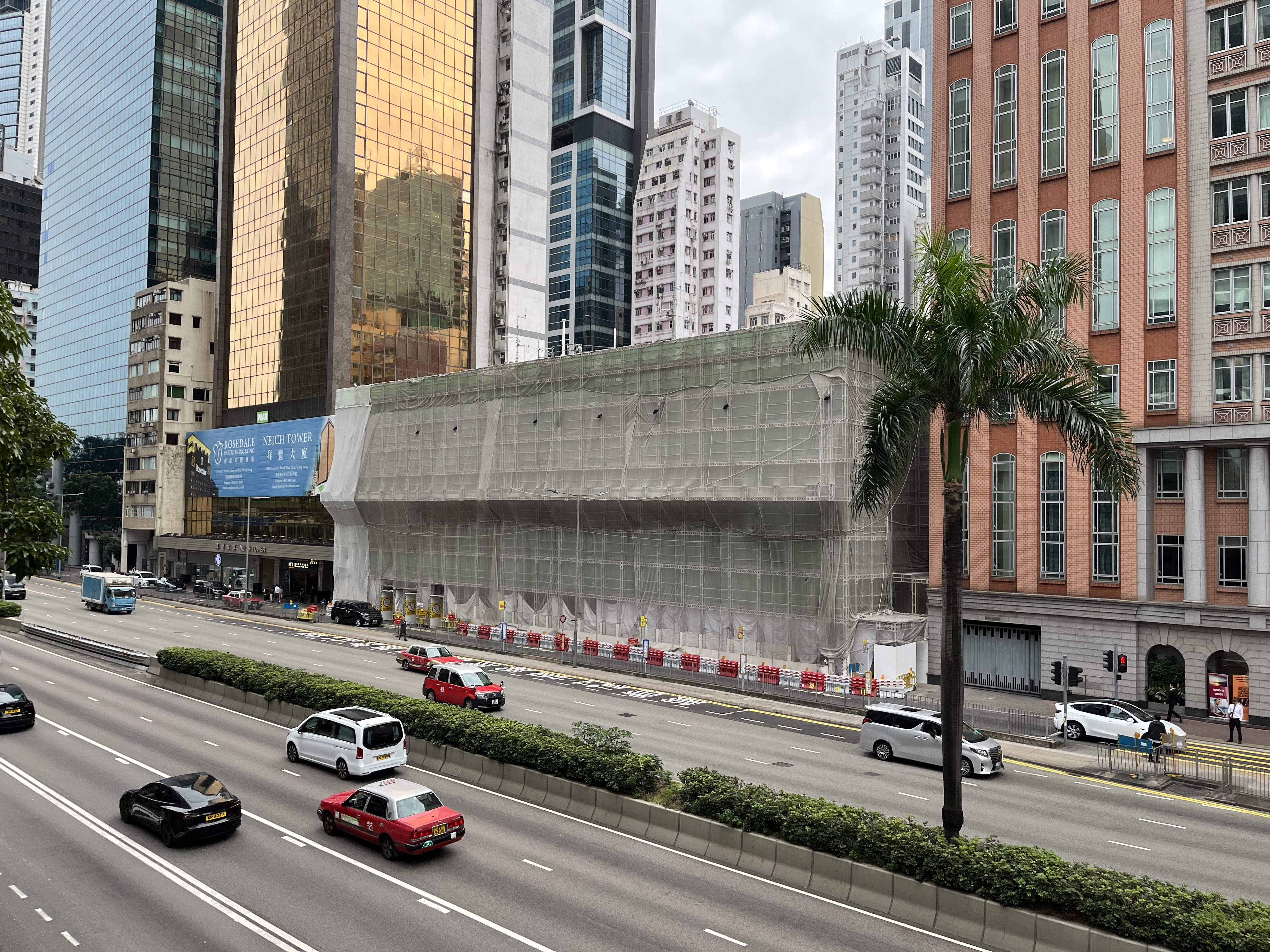
國際調解院正在修建（拍攝於2024年12月）

2024年初，各方協商一致同意將國際調解院總部設在香港舊灣仔警署。香港特別行政區律政司司長林定國表示，國際調解院的相關工作是他未來一年的重中之重。國際調解院總部設於香港將加強香港作為國際法律及爭議解決服務中心的地位，並標誌首個政府間國際組織總部落戶香港。

## 成員國

國際調解院成員國

根據國家名稱的英文字母順序排列。
- 阿尔及利亚
- 白俄羅斯
- 柬埔寨
- 中华人民共和国
- 喀麦隆
- 刚果共和国
- 古巴
- 多米尼克
- 赤道几内亚
- 衣索比亞
- 加彭
- 印度尼西亞
- 牙买加
- 基里巴斯
- 毛里塔尼亚
- 瑙鲁
- 尼加拉瓜
- 奈及利亞
- 巴基斯坦
- 塞爾維亞
- 所罗门群岛
- 苏丹
- 东帝汶
- 乌干达
- 委內瑞拉
- 辛巴威

## 各方反應
2025年5月25日，香港律政司副司長張國鈞稱國際調解院是全球首個且唯一的政府間國際組織，專門以調解方式處理國際爭端，其地位可與聯合國國際法院和常設仲裁法院看齊。
2025年5月29日，香港律政司司長林定國表示國際調解院將作為一個獨立的國際組織，享有外交特權，其成立將為國際社會提供一個新的法治公共產品，促進通過調解方式解決國際爭端。
2025年5月30日，中國外交部長王毅表示，國際調解院是國際法制領域的創新之舉，藴含着和合共生的文明智慧，將填補國際調解領域機制的空白。
2025年6月26日，尼加拉瓜正式加入國際調解院，尼加拉瓜國民議會議員迪克森認為有必要建立高效靈活的爭端解決機制，國際調解院正好滿足國際社會對專業調解機構的需求。外交部副部長華春瑩表示，當前國際法治面臨挑戰，歡迎更多國家加入國際調解院，推動構建更加公正合理的全球治理體系，維護國際公平正義。
2025年7月11日，香港律政司司長林定國出席律政司和國際私法協會合辦的「香港：通往亞太區的門户」研討會時表示，國際調解院總部會設於香港，未來亦會加強與知名國際法律及爭議解決機構合作。